# مقاطعة ديبر
مقاطعة ديبر (بالألبانية: Qarku i Dibrës) هي واحدة من 12 مقاطعة في ألبانيا. عدد سكانها في تعداد 2011م بلغ 137047، في مساحة 2586 كيلومتر مربع. وعاصمتها هي مدينة بيشكوبي.